# Richard De Medeiros
Pour les articles homonymes, voir Medeiros.
Richard De Medeiros (né en 1940 au Bénin) est un réalisateur béninois.

## Biographie
Richard De Medeiros est né en 1940 à Ouidah au Bénin. Il fait des études en lettres à Cotonou et à Paris. Après ses études, il enseigne les lettres à l'Université nationale du Bénin à Cotonou. Il est spécialisé dans le surréalisme.
De Medeiros réalise deux documentaires et un court métrage avant son premier long métrage. Le roi mort en exil a été fait alors qu'il enseignait à l'Institut de journalisme d'Alger. Il s'agissait de Behanzin, le dernier roi du Dahomey, exilé par les puissances coloniales françaises en Martinique. Son court métrage Teke, Hymne au Borgou se réapproprie les codes ethnographiques du cinéma, les mélangeant avec des éléments de tradition orale et de style narratif griot et, en 1976; un deuxième long métrage béninois. Il s'est concentré sur l'affrontement entre Senou, un fonctionnaire corrompu, et Ahouenou, un nouveau venu qui veut faire le ménage. Après que Senou a eu recours à la sorcellerie et qu'Agouenou a subi un accident, Agouenou essaie de se faire accepter en se soumettant à une initiation magique.
De Medeiros a exercé une influence sur les jeunes cinéastes béninois comme François Sourou Okioh. Il crée un ciné-club, l'Association du 7e art, et une revue culturelle, Perspectives 7. Au début des années 1980, il est interviewé par Pierre Haffner, pour participer aux débats entre cinéastes africains sur la mesure dans laquelle la pratique cinématographique de Jean Rouch échappe à son contexte colonial.
En 1980, il est tourné comme sujet pour Cinématon de Gérard Courant.

## Films
- 1970 : Le roi est mort en exil, court métrage documentaire
- 1972 : Téké, hymne au Borgou, court métrage documentaire
- 1972 : Silence et Feu de brousse, court métrage de fiction
- 1976 : Le Nouveau Venu, long métrage de fiction